# Pseudophoxinus drusensis
Pseudophoxinus drusensis là một loài cá vây tia thuộc họ Cyprinidae.
Loài này có ở Israel và Syria.
Môi trường sống tự nhiên của chúng là sông ngòi, sông có nước theo mùa, và đầm nước ngọt.
Chúng hiện đang bị đe dọa vì mất môi trường sống.